# Mỏ muối Bochnia
Mỏ muối Bochnia (tiếng Ba Lan: Kopalnia soli Bochnia) ở Bochnia, Ba Lan là một trong những mỏ muối lâu đời nhất trên thể giới. Đây là phần mở rộng của Mỏ muối Wieliczka (đã được công nhận vào năm 1978), ghi vào danh sách Di sản thế giới năm 2013, để hợp nhất thành di sản Mỏ muối Wieliczka và Bochnia. Các lâu đài của các thợ làm muối Wieliczka cũng đã là tài sản được thêm vào di sản này. Các mỏ muối Wieliczka-Bochnia được khai thác từ thế kỷ 13 và là mỏ muối lâu đời nhất ở châu Âu. Trải rộng trên 300 km bao gồm các phòng trưng bày với nhà thờ dưới lòng đất, nhà kho... Ngoài ra là các bàn thờ và các bức tượng được tạc vào muối, hành hương tại hai mỏ muối này đưa con người về với quá khứ của một nền công nghiệp lớn đã phát triển cách đây hơn 700 năm.
Mỏ được Bochnia thành lập vào giữa thế kỷ 12 và 13 sau khi muối được phát hiện ở Bochnia, và trở thành một mỏ muối của công ty khai thác mỏ Hoàng gia Krakowskie. Khu mỏ đã đóng cửa một thời gian sau Thế chiến I. Năm 1981, nó được công nhận là di tích, di sản quốc gia.
Hầm mỏ này có chiều dài khoảng 4,5 km (2,8 dặm), chiều sâu bên dưới bề mặt từ 330-468 mét, ở 16 cấp độ khác nhau. August Passage là tuyến đường chính trong mỏ cùng các tuyến đường giao thông vận tải khác nhỏ hơn trong mỏ. Nó chạy từ phía đông đến phía tây của mỏ, kết nối trong một đường hầm ngầm phía dưới kết thúc của hai trục đường Campi và Sutoris. Phần đầu tiên của nó, mở rộng giữa Chute Rabsztyn và trục Campi được xây dựng trong những năm 1723-1743, với một thiết kế của Jan Gottfried. Thành tựu to lớn của ông là đã điều chỉnh các tuyến đường trong mỏ bằng cách đảm bảo chúng thẳng và bằng phẳng. Vì vậy, Passage ngày đó có thể đạt đến chiều dài gần 3 km. Phòng khai quật, trục và các con đường tạo thành một thành phố dưới lòng đất, ngày nay đã mở cửa cho khách tham quan. Căn phòng lớn nhất đã được chuyển đổi thành một viện điều dưỡng.
Trong năm 2010, mỏ muối được đề nghị thêm vào danh sách Di sản thế giới của UNESCO như là một phần mở rộng của Mỏ muối Wieliczka được công nhận vào năm 1978. Nhưng mỏ muối này phải đến năm 2013 mới chính thức được công nhận.